# Hobarrow Bay
Koordinaten: 50° 36′ 35″ N, 2° 9′ 0″ W
Hobarrow Bay ist eine kleine abgelegene Bucht westlich von Kimmeridge, auf der Halbinsel Isle of Purbeck, in der Grafschaft Dorset, an der Südküste von England.

## Lage
Hobarrow Bay liegt etwas mehr als einen Kilometer südöstlich des Geisterdorfes Tyneham und etwa sechs Kilometer südlich von Wareham. Die Bucht liegt circa 13 Kilometer direkt westlich von Swanage.
Die Hobarrow Bucht liegt zwischen Brandy Bay und Charnel, sie wird begrenzt durch Long Ebb im Westen und Broad Bench im Osten. Die Bucht ist ungefähr 500 Meter lang, die Klippen sind zwischen 20 und 30 Meter hoch. Der kiesige Strand wird von fast waagrecht liegenden Gesteinen des Kimmeridge Clay (vor allem Ölschiefer, s. u.) gebildet. Der Strand ist nur zu Fuß vom Kimmeridge Bay oder per Boot erreichbar. Der Zugang zu Hobarrow Bay ist für die Öffentlichkeit verboten. Das Grundstück ist im Besitz des Verteidigungsministeriums des Vereinigten Königreichs und ist Teil der Ausbildungsschule für gepanzerte Kampffahrzeuge (Armoured Fighting Vehicles Gunnery School) der Lulworth Military Range. Der Küstenweg ist an Wochenenden geöffnet. Wanderer werden davor gewarnt, den Fußweg zu verlassen, denn nur dieser wird von Blindgängern geräumt.

## Jurassic Coast
Hobarrow Bay ist ein Teil der sogenannten Jurassic Coast. Von Orcombe Point bei Exmouth bis zu Old Harry Rocks östlich von Studland Bay erstreckt sich im Osten Devons und in Dorset ein 155 Kilometer langer Küstenstreifen, der als erste Naturlandschaft in England von der UNESCO ins Weltnaturerbe aufgenommen wurde.
Die komplizierte Geologie der Isle of Purbeck wird im Küstenabschnitt der Jurassic Coast deutlich. Die Gesteinsschichten entlang der Küste fallen zwar generell nach Norden ein, die Achse der übergeordneten Faltenstruktur der Purbeck Monocline taucht jedoch nach Osten ab. Deswegen wird der älteste Teil im Westen des Bereiches gefunden, die Klippen weiter östlich werden von jüngeren Gesteinen aufgebaut. Die großräumige Faltenstruktur der Purbeck Monocline wird von kleineren Spezialfalten im Kilometermaßstab und Störungen überprägt.
Die Aufschlüsse entlang der Küste zeigen eine kontinuierliche Abfolge der in Trias, Jura und Kreidezeit entstandenen geologischen Ablagerungen und repräsentieren etwa 185 Millionen Jahre der Erdgeschichte. Die Gesteine sind bekannt für ihre Fossilien, darunter Ammoniten und Überreste von Dinosauriern.

## Geologie
Hobarrow Bay wird vollständig von Gesteinen des kalkighaltigen Kimmeridge Clay aufgebaut, der vor etwa 155 Millionen Jahren abgelagert wurde. Der obere Teil des Kimmeridge Clay gehört zum Kimmeridgium. Die braunen, flach lagernden Tongesteine von Hobarrow Bay sind die ältesten aufgeschlossenen Partien des Kimmeridge Clay in den Kimmeridge Cliffs.
Der lange, flache Grat unterhalb der Klippen zwischen Hobarrow Bay und Brandy Bay wird Long Ebb genannt, eine ins Meer hinausragende Felsklippe aus hartem Dolomit der Flats Dolomite Beds. Sehr gut sichtbar in der Klippenwand ist eine Aufschiebung, die fast senkrecht einfällt. Die Gesteinsschichten im Westen sind an der Störung um fast 10 Meter nach oben verschoben. Wegen der Aufschiebung sind Tonsteinschichten sichtbar, die normalerweise unterhalb der Dolomite liegen. Bei Long Ebb sind die folgenden Gesteinsschichten vorhanden: Washing Ledge (Dolomit), Maple Ledge (ebenfalls Dolomit), Cattle Ledge, Grey Ledge, Blackstone (ein Ölschiefer) und das White Stone Band, das vor allem aus Coccolith aufgebaut ist. Die Schichtung ist mit etwa 10 bis 20 Grad nach Westen geneigt. 
Aufgrund der Tatsache, dass die härteren Kalk- und Sandsteine durch eine instabile, im Wesentlichen tonige Gesteine unterlagert werden, sind die Klippen anfällig für Erdrutsche.